# (11451) Aarongolden
(11451) Aarongolden (1979 QR1) – planetoida z pasa głównego asteroid okrążająca Słońce w ciągu 4,93 lat w średniej odległości 2,9 j.a. Odkryta 22 sierpnia 1979 roku.